# Lijst van burgemeesters van Koolkerke
Dit is een chronologische lijst van burgemeesters van Koolkerke, een voormalige gemeente in de Belgische provincie West-Vlaanderen, thans deelgemeente van de stad Brugge.
Na de definitieve aanhechting bij Frankrijk, werd de provincie West-Vlaanderen het departement van de Leie, onderverdeeld in 40 kantons. Koolkerke behoorde tot het kanton Damme. De huwelijken werden bezegeld in de 'Tempel van de Wet' in Damme, onder het voorzitterschap van Pierre Dullaert.
In het ondergeschikte bestuur Koolkerke was Pierre Van Rolleghem de 'officier municipal'. Hij was het die akte nam van de geboorten en sterfgevallen. In 1800 werd, gevolg aan de reorganisatie onder het Consulaat, Koolkerke een zelfstandige gemeente. Voortaan stond een burgemeester aan het hoofd.
Op 31 december 1970 hield de zelfstandige gemeente Koolkerke op te bestaan, door fusie met Brugge en andere randgemeenten.

## Franse Tijd en Verenigd Koninkrijk der Nederlanden
- Pierre Van Rolleghem (1800-1807)
- Philippe De Neve (1807 -1814)
- Johannes Peckelbeen (1814-1819)
- Johannes Strubbe (1819-1830)

## Belgisch Koninkrijk
- Carolus Slabbinck (1830-1836)
- Louis-Casimir van Caloen (1836-1842)
- Franciscus Schillewaert (1842), dienstdoende
- Edouard de Knuyt (1843-1861)
- Jacobus Strubbe (1861-1879)
- Charles Tanghe (1879-1884)
- Alphonse van Caloen (1885-1927)
- Willem Demets (1927-1930)
- Firmin Pacqué (1931-1953)
- Jozef Dobbelaere (1953-1965)
- Maurice De Grande (1966-1970)